# Медерово (станция)
Медерово (укр. Медерове) — промежуточная станция 5 класса Знаменской дирекции Одесской железной дороги на линии Знаменка—Долинская, расположенная в селе Медерово Кировоградской области.

## История
Технологическая промежуточная станция 5 класса, была построена в малонаселённой местности в 1873 году.
Её открытие позволило ускорить заселение этого края. Рядом со станцией возникли сёла Новоалександровка, Новоданиловка, основанные переселенцами из всех губерний Украины.
Происхождение названия неизвестно.
Грузовая работа в настоящее время не производится.
Связана пригородным сообщением со Знаменкой.

## Ссылка
- ст. Медерово
- Расписание движения пригородных поездов